# Gabriel Ramanantsoa
Pour les articles homonymes, voir Ramanantsoa.
Dans le nom malgache Ramanantsoa Gabriel, le nom de famille précède le prénom, mais cet article utilise l’ordre habituel en français Gabriel Ramanantsoa, où le prénom précède le nom.
 (mars 2020).
Si vous disposez d'ouvrages ou d'articles de référence ou si vous connaissez des sites web de qualité traitant du thème abordé ici, merci de compléter l'article en donnant les références utiles à sa vérifiabilité et en les liant à la section « Notes et références ».
Gabriel Ramanantsoa, né le 13 avril 1906 à Tananarive et mort le 9 mai 1979 à Paris, est un militaire et homme d'État malgache. Il est Premier ministre en 1972, puis président de la République malgache de 1972 à 1975, lors de la « transition militaire ».

## Biographie
Merina issu d'une famille tananarivienne, il achève ses études militaires à l'École spéciale militaire de Saint-Cyr. En 1934, il épouse Marcelle Larguier (1916-2000) ; le couple a quatre enfants.
Militaire de carrière dans l'armée française, il rejoint l'armée malgache au moment de l'indépendance de Madagascar le 26 juin 1960. Le général Ramamantsoa est ensuite rapidement nommé chef d'état-major général des armées, poste qu'il occupe jusqu'en 1972.
En mai 1972, après des protestations politico-sociales massives dirigées contre le président Philibert Tsiranana, ce dernier confie le 18 mai les pleins pouvoirs à Ramanantsoa qui devient Premier ministre du pays, une fonction qui n'existait plus depuis l'indépendance. Tsiranana demeure président en titre, mais de plus en plus contesté, il est destitué à la suite du référendum du 8 octobre 1972 qui confirme les pleins pouvoirs à Ramanantsoa qui devient officiellement le deuxième chef d'État de la République malgache dès le 11 octobre. Par cette consultation, le peuple malgache détermine une période quinquennale de transition militaire qui a pour but de procéder à la malgachisation de la société.
Guidé par une idéologie plutôt conservatrice et très respectueux de la légalité, rien ne semblait le prédestiner à être porté au pouvoir par un mouvement populaire issu de revendications étudiantes, nationalistes et révolutionnaires. 
Il entame alors une période de réconciliation politique, qui va échouer. Le 5 février 1975, lassé des tensions qui divisent jusqu'au sein de son gouvernement, il démissionne dans un lourd contexte politique, ethnique et social au profit du colonel Richard Ratsimandrava qui était jusqu'alors ministre de l'intérieur. 
Il meurt à Paris au printemps 1979 et repose à Madagascar.
Il est l'oncle de Bernard Ramanantsoa, ancien directeur général du groupe HEC Paris.

## Distinctions
- Grand cordon de l'ordre national Malagasy